# Kokerwindmühle

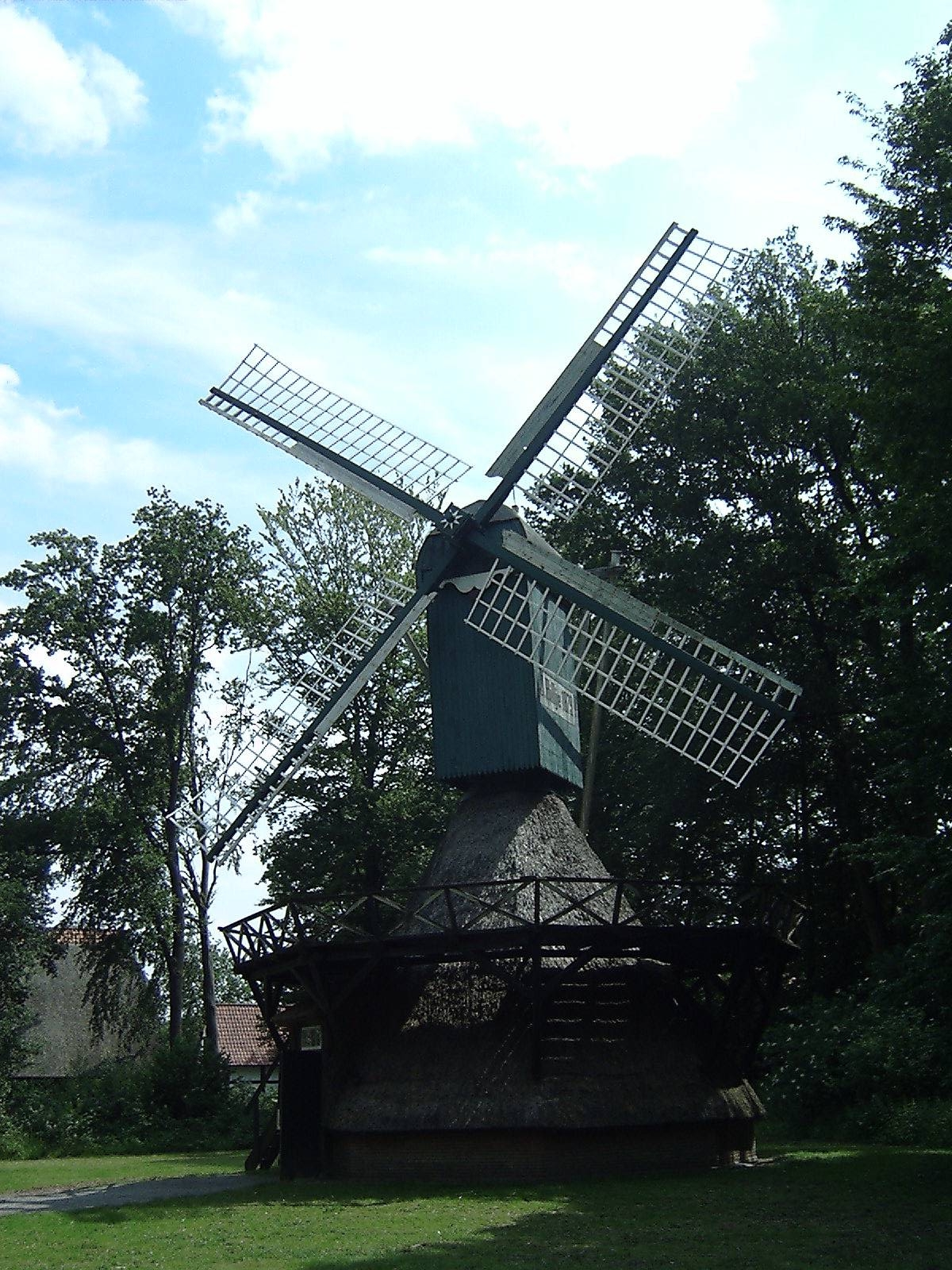
Galerie-Kokerwindmühle im Museumsdorf Cloppenburg

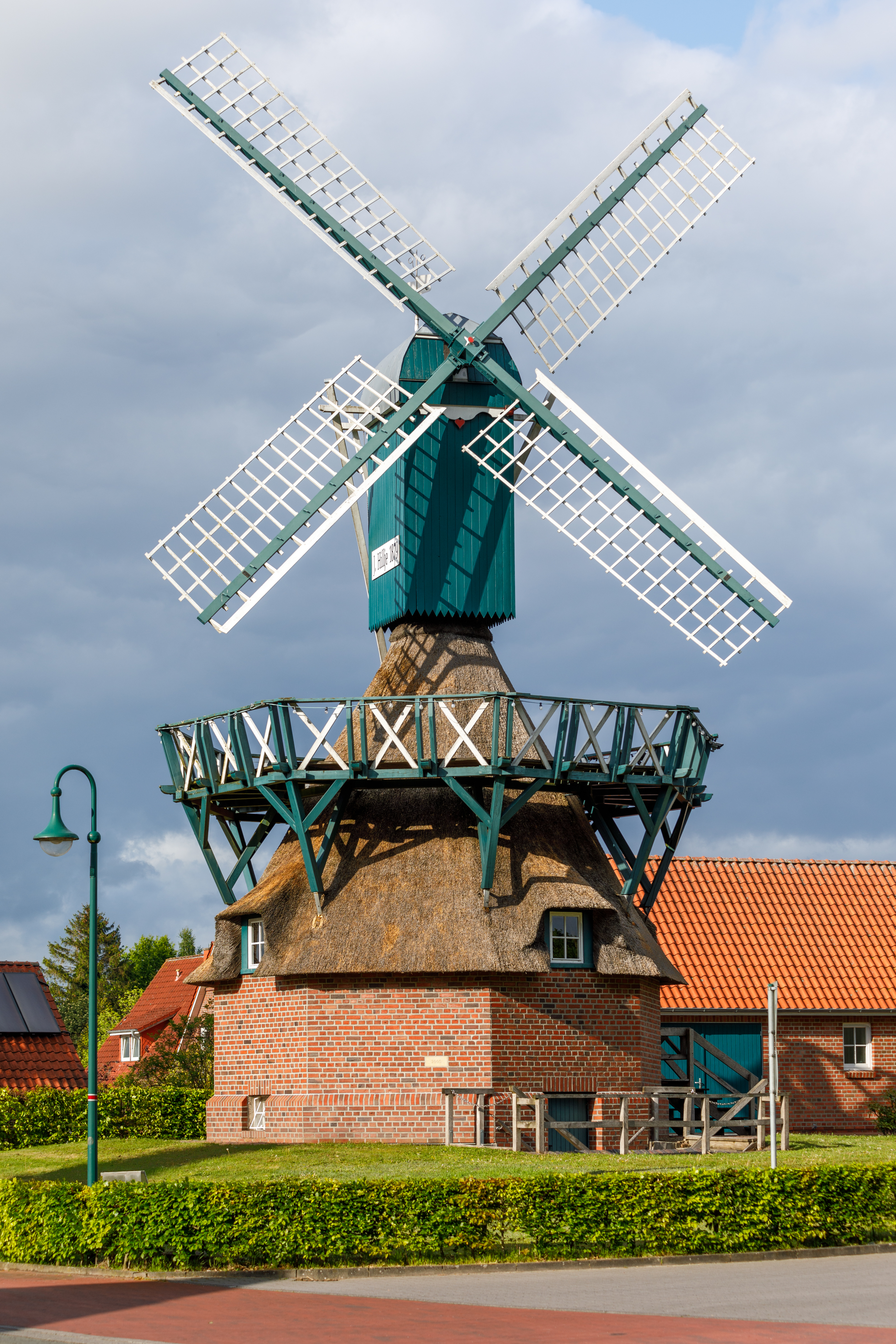
Kokerwindmühle (J. Hillje) in Edewecht

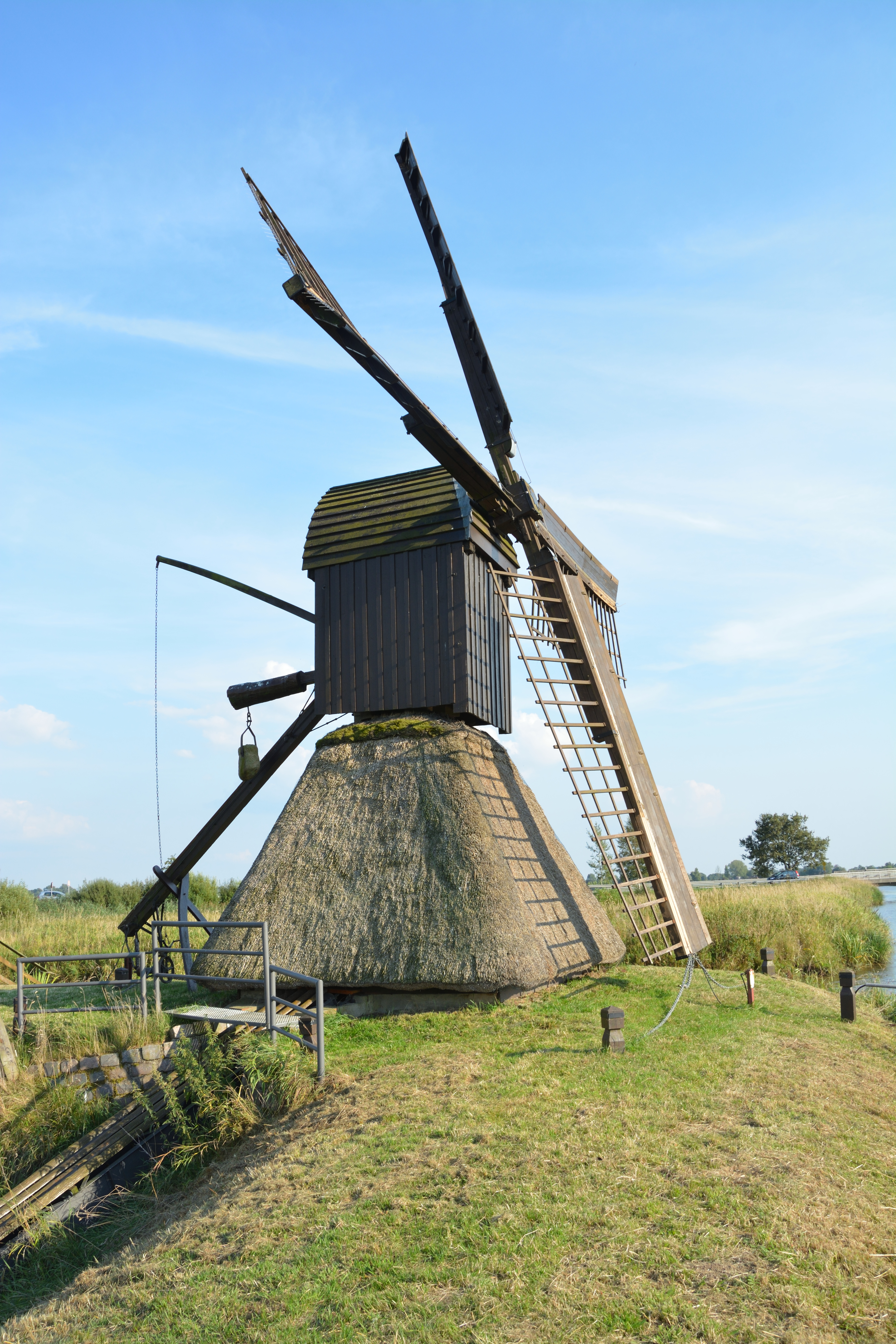
Das Wahrzeichen der Wilstermarsch, die Bockmühle Honigfleth ist eine Kokermühle

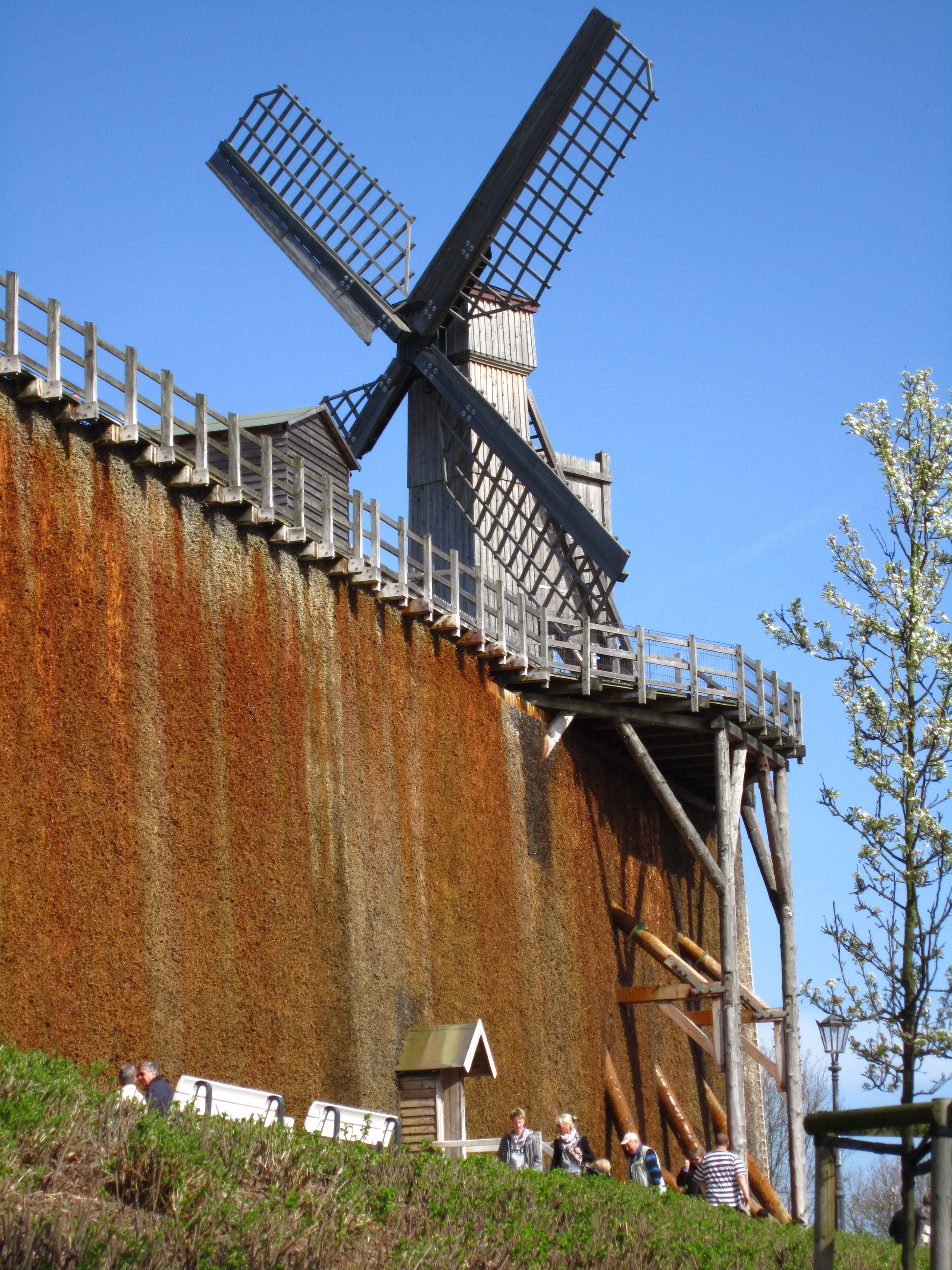
Kokermühle auf dem Neuen Gradierwerk Bad Rothenfelde

Die Kokerwindmühle (Köcherwindmühle, kurz Kokermühle; auch Wippmühle, Holländische Jungfer genannt, oder Spinnkopfmühle für kleine Exemplare mit 7–15 m Flügelraddurchmesser) ist eine frühe Variante der Windmühle. Sie entwickelte sich in Holland um 1410 aus der Bockwindmühle.

## Beschreibung
Grundlegende Neuerung des Mühlentyps „Kokermühle“ gegenüber der „Bockmühle“ war die Verlegung des Großteils der Mühlenmechanik und -räumlichkeiten in den Mühlensockel, der sich vom einfachen Ständer (dem „Bock“) der Bockmühle zu einem fest umschlossenen Raum mit Holzwänden oder zu einem steinernen Gebäudeteil entwickelte. Möglich wurde dies durch die Versetzung der Königswelle in die Mühlendrehachse („Hausbaum“), indem man den Hausbaum – den Dreh- und Angelpunkt der Bockmühle – durch einen Eichenholzhohlzylinder, den Köcher (plattdeutsch und niederländisch „Koker“), ersetzte. Durch diesen lief nun die senkrecht geführte Antriebswelle (Königswelle). Das Mühlengehäuse der ehemaligen Bockmühle – der nun deutlich kleinere hölzerne Mühlenkasten – konnte nun selbst um die Königswelle herumgedreht werden. Er enthielt jetzt nur noch die primären Antriebsteile der Windmühle (Flügelwelle mit Kammrad und außen angesetztem Flügelkreuz) und das obere Ende der zur Kraftübertragung nötigen Königswelle mit dem Obenbunkler (Kronrad – Energie übertragendes Zapfenrad). Weiterhin war außen an der Rückwand des Mühlenkastens der bzw. die Steuerbalken der Krühmechanik angebracht („Sterz“, plattdeutsch „Steert“ genannt), um den Mühlenkasten mittels Haspel in den Wind zu drehen, darüber eine kleine, über eine meist in den Steert integrierte Leiter erreichbare Tür, die Zutritt für Wartungs- und Reparaturzwecke ermöglichte. Der Steert bestand meist aus 5 nach unten führenden und an der Haspel zusammenlaufenden, an zwei an der Kappe angeschlagenen Querhölzern angesetzten Balken, ein gerader in der Mitte (oft auch als „Steert“ bezeichnet), die übrigen (Schwerter genannt) V-förmig, wobei die äußeren V-Balken mit dem fernen Querholz (ragt beidseitig aus der Kastenmitte), die inneren V-Balken mit dem hinteren Querholz (oft an der Mühlenkastenunterseite) verbunden sind. Große Kokermühlen hatten ein relativ geräumigen Stein- oder Holzunterbau, in dem der Müller auch wohnen konnte. Sonst residierte er in einem Nebengebäude. In diesem nun feststehenden Unterbau der Kokermühle aus Holz oder Mauerwerk quadratischen oder selten sechseckigen Grundrisses mit pyramidalem Aufsatz war der Hauptmechanismus untergebracht. In sehr selten Fällen baute man wie bei den späteren Galerieholländermühlen auch eine Galerie an, wenn der Unterbau zu hoch und das Flügelrad so bemessen waren, dass die Flügelenden nicht vom Boden erreicht werden konnten. Der Name Wippmühle stammt von der wippenden Bewegung des Mühlenkastens während des Betriebes her, der Name Holländische Jungfer von der „schlanken Taille“ der Mühle.

## Verbreitung und Verwendung
Da die ersten Kokermühlen als Schöpfmühlen eingesetzt wurden, trieb die Königswelle über den Untenbunkler – ein Zapfenrad wie der Obenbunkler – hier die Archimedische Schraube an. Bei Kornmühlen war der Mahlmechanismus untergebracht, z. T. über 2 Etagen verteilt. Während in Deutschland die Kokermühlen meist sehr klein und fast ausschließlich als Pumpmühlen eingesetzt wurden, waren sie in Nordholland und Südholland, Friesland etc. viel zahlreicher und größer (Flügelraddurchmesser von 25–27 m). Die größte Kokermühle, die „Wingerdse Molen“, eine Poldermühle (ndl. „wipwatermolen“ oder „wippoldermolen“; „wipmolen“ (allgemein)) von 1513 in Grafstroom nordöstlich von Dordrecht, hat einen Flügelraddurchmesser (auch Spannweite oder Flucht) von 28,1 m. Heute bestehen in Holland noch ca. 100 Mühlen dieses Typs und haben einen hohen Anteil (~25 %) an den verbliebenen ca. 420 Pumpmühlen, die wiederum mit 40 % aller ungefähr 1100 verbliebenen Windmühlen den größten Mühlenfunktionstyp stellen. Dort fanden sie auch als Korn- (ndl. „wipkorenmolen“), Öl-, Farb- und Sägemühlen Verwendung, in früheren Jahrhunderten für weit mehr Anwendungen. Eine ehemals holländische Kokersägemühle von 1780 steht seit 1823 in Walbeck, Nordrhein-Westfalen, und kann heute als einzige des Typs in NRW bewundert werden. Sie hat einen achtkantigen, über dem Erdgeschoss konisch sich verjüngenden Steinunterbau.
In Norddeutschland finden sich noch vereinzelte Exemplare der ehemals weit verbreiteten Kokermühle, die Anfang des 20. Jahrhunderts z. B. in Ostfriesland und in der Wilstermarsch zusammen mehr als 500 Exemplare zählte, wie z. B. die Schöpf-Kokermühle in Ihlow-Riepe oder die als Kornmühle ausgeführte seltene Galerie-Kokerwindmühle in Edewecht. Dort steht der Nachbau dieser Kornmühle, während das Original im Cloppenburger Freilichtmuseum, dem Museumsdorf Cloppenburg, bewundert werden kann. Seit 2007 ist auf dem Neuen Gradierwerk in Bad Rothenfelde eine Rekonstruktion einer Kokermühle zu sehen, die dem Transport von Sole auf das Gradierwerk diente. Eine Spinnkopfmühle aus Fockendorf (um 1850) mit Segelflügeln (Spannweite 14,3 m, 1 Schrotgang) ist seit 1966 im „schleswig-holsteinischen Freilichtmuseum“ Molfsee zu bewundern. Spinnkopfwindmühlen waren keineswegs ausschließlich als Schöpfmühlen im Einsatz.
In den niederländischen Provinzen Nordholland, Südholland und Friesland findet man gelegentlich eine Miniaturausführung der Kokerwindmühle (manchmal auch Miniaturholländermühlen), die eher an ein Modell erinnert als an eine „echte“ Mühle. Ihre Größe schwankt zwischen ca. 2,5 m und ca. 4 m Höhe. Sie dienen, ähnlich den Fluttermühlen, ausschließlich der Entwässerung und besitzen alle Bauteile einer großen Poldermühle in verkleinerter Form. Statt der üblichen Krüheinrichtung zeichnen sie sich durch eine große, hölzerne Windfahne aus, die aus dem rückwärtigen Teil der Mühle ragt und sie in den Wind dreht. Sie werden Weidenmühlchen (ndl. weidemolentje, aanbrengertje, veld-/poldermolentje (Feld-/Poldermühlchen), poldermolentje) genannt.
In Frankreich gibt es eine Variante der holländischen bzw. deutschen Kokerwindmühle, die Kellermühle (moulin cavier). Sie ist im Prinzip eine Kellerkokermühle. Der Unterbau ist konisches Mauerwerk, meist auf einer Gewölbe-Aufschüttung, darin unter dem Mauerwerk ein weiterer Kellerraum mit äußerem Zugang. Der Mühlenkasten (le cabinet de bois, la hucherolle) entspricht den deutschen und holländischen Mühlen. Die Königswelle (gros „fer“ arbre) ist aus Eisen oder Stahl, kein Holz; die Mühlenart ist seit dem 15. Jahrhundert vorwiegend in der Plaine vendéenne und Anjou bekannt. Ihre Verwendung ist meist als Mahlmühle (Korn, Öl etc.).
Nachteilig an diesem Mühlentyp war zum einen, dass stets der verbliebene Mühlenkasten als ganzes gedreht werden musste, vor allem aber, dass er nur von außen über eine Leiter erreichbar war. So entwickelte sich, ebenfalls in Holland, aus der bereits im 13. und 14. Jahrhundert gebauten Turmwindmühle mit starrer Kappe und der Kokerwindmühle Ende des 16. Jahrhunderts die „Kappenwindmühle“, nach ihrem Herkunftsland auch „Holländermühle“ (als Galerie-, Berg-, Erdholländer) genannt. 